# Crepidodera sahalinensis
Crepidodera sahalinensis là một loài bọ cánh cứng trong họ Chrysomelidae. Loài này được Konstantinov miêu tả khoa học năm 1996.